# Списак руских уметничких дела у Народном музеју Србије
Руска уметничка колекција у Народном музеју Србије садржи 90 слика и бројне графике, гравуре, а највише их је поклонио принц Павле од Југославије. Колекција такође има преко 100 икона од 15. до 19. века. Колекција укључује радове сликара и вајара попут Ивана Ајвазовског, Марка Шагала, Василија Кандинског, Николаја Рериха, Иље Рјепина, Филипа Маљавина, Алексеја Харламова, Михаила Ларионова, Бориса Григоријева, Владимира Боровиковског, Павла Кузњецова, Константина Коровина, Казимира Маљевича, Александра Беное, Ел Лисицког, Мстислава Добужинског, Алекандера Николајевича Самохвалова, Петра Нила итд.
Неки од дела у тој колекцији су:
- Иван Ајвазовски, На обали Црног мора (платно 90 x 130 цм) и залазак сунца
- Иља Рјепин, (4 платна и 1 акварел) Портрет Николаја Кузњецовог [], Портрет Михаила Глинке, Сељанка, Жена традиционално одевена, Хотково (акварел), Аутопортрет (оловка).
- Марк Шагал, (1 платно, 9 графика) Старац и крава (гваш), Мојсије баца таблете (бакропис), Фантастична композиција (оловка), Јевреј са трупом (мастило), Јаков и Исак (бакропис), Мојсије у пустињи (бакропис), Човек са књигом (бакропис), Девојка са цвећем (литографија) и Аутопортрет (бакропис)
- Зинаида Серебрјакова, Улица у Версају (платно 1926)
- Ел Лисицки, проун 2Б, Проун 5Б, конструкција без имена (акварел), победа над сунцем (акварел)